# Annette von Wangenheim

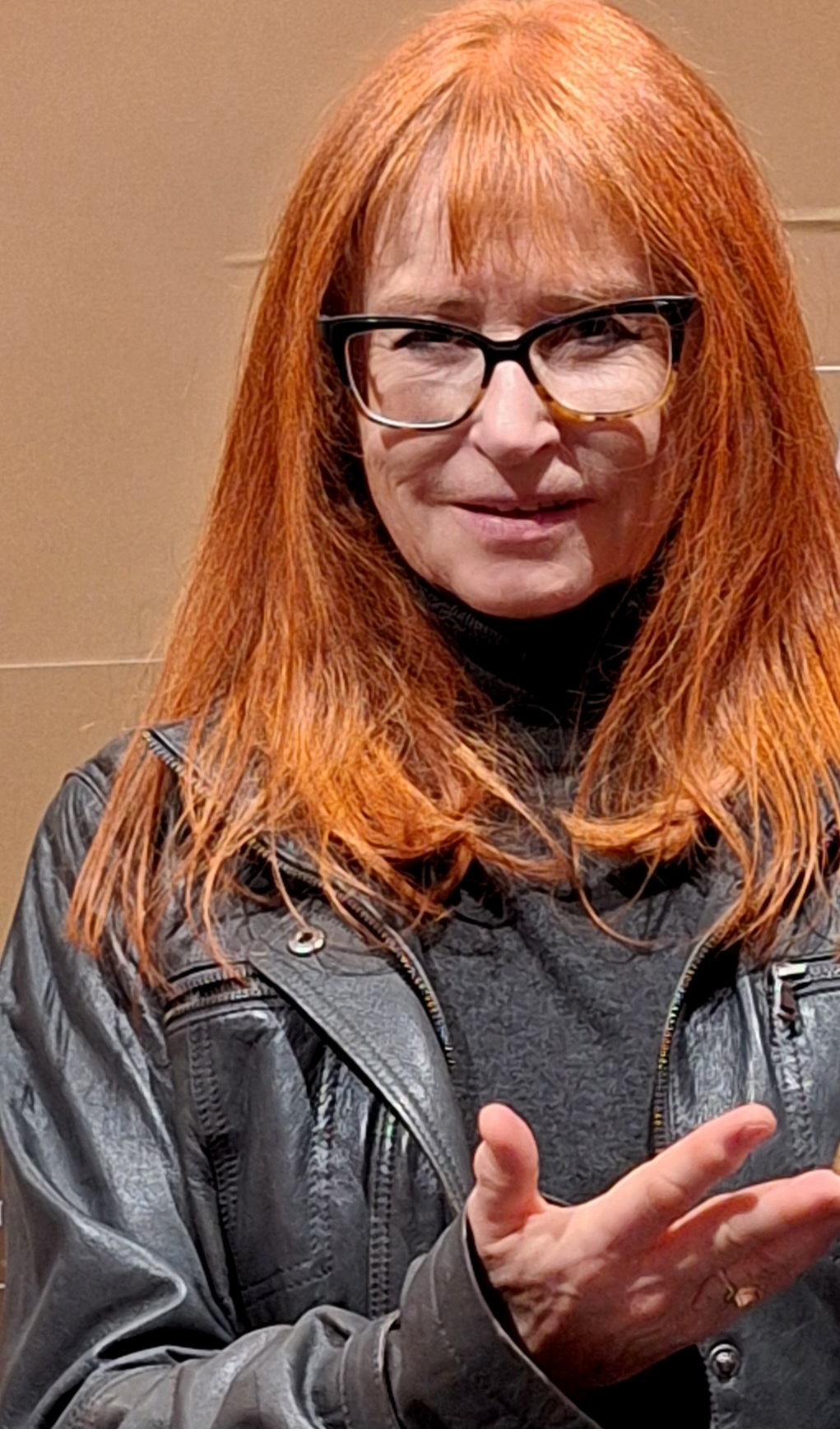
Annette von Wangenheim (2025)

Annette von Wangenheim (* in Grevenbroich) ist eine deutsche Dokumentarfilmerin, Regisseurin, Autorin und Musikpädagogin.
Zu ihren bekanntesten Werken zählen Feuer bewahren – nicht Asche anbeten. Der Choreograf Martin Schläpfer, Joséphine Baker. Schwarze Diva in einer weißen Welt, und Pagen in der Traumfabrik. Schwarze Komparsen im deutschen Spielfilm. Etliche Filme wurden zu Klassikern in ihrem Genre, weltweit im Fernsehen ausgestrahlt und auf internationalen Filmfestivals präsentiert.

## Leben und Ausbildung
Annette von Wangenheim kam als älteste Tochter von Jobst von Wangenheim (1927–2019) und seiner Ehefrau Anneliese von Wangenheim (geborene Schmitt 1923–2004) in Grevenbroich zur Welt. Sie hat eine jüngere Schwester, die Grafikerin und Pädagogin Carolin von Wangenheim. Ihre Kindheit verbrachte sie in Meerbusch, war Schülerin und später auch Jungdozentin an der Städtischen Musikschule Meerbusch unter Leitung von Ingrid Kuntze. Sie besuchte den Ballettunterricht von Fe Reichelt in der Werkstatt Düsseldorf, aus der das Tanzhaus NRW hervorging. Mit 18 Jahren schrieb sie ihre erste Konzertkritik für die Rheinische Post Düsseldorf. Da es damals nur wenige ausgebildete Musikjournalisten gab, entschied sie sich zum Studium der Musikwissenschaften im Hauptfach und promovierte bei Dietrich Kämper 1984 mit magna cum laude. Ihre Dissertation Béla Bartók. Der wunderbare Mandarin. Von der Pantomime zum Tanztheater erschien 1985.

## Verband deutscher Musikschulen
Während ihres Studiums baute sie die Pressestelle des Verbandes deutscher Musikschulen (VdM) in Bonn auf und leitete sie von 1981 bis 1988. Ein wichtiger Bestandteil ihrer Tätigkeit war die Redaktion der Verbandsseite in der Neuen Musikzeitung (NMZ). Das Europäische Musikfest der Jugend 1985 wurde zum größten Ereignis ihrer Pressearbeit für den VDM. Über 9000 Jugendliche aus 23 Ländern versammelten sich in ganz Deutschland zu Konzerten mit ihren Partnermusikschulen und gaben ein gemeinsames Abschlusskonzert im Olympiazentrum München.

## Autorin und Dokumentarfilmerin
Annette von Wangenheim schrieb von 1976 bis 1986 Kritiken und Reportagen für das Feuilleton der Rheinischen Post Düsseldorf. Sie war freie Korrespondentin der führenden Musik- und Ballettfachzeitschriften in Deutschland und publizierte regelmäßig in die Neue Musikzeitung (NMZ), Neue Zeitschrift für Musik (NZ), Musica, Das Orchester, Concerto, Das Tanzarchiv – Deutsche Zeitschrift für Tanzkunst, das Ballett-Journal, ballett international und tanz.
1987 kam sie als freie Mitarbeiterin zum Zentraldienst Musik der Deutschen Welle Köln (DW), machte Hörfunksendungen für den Deutschlandfunk und arbeitete als TV-Reporterin für die DW-Fernsehprogramme e-te-s, Boulevard, Zoom, Afrika heute, Prisma, Szene Europa und Semanal.
Als die Deutsche Welle ihre Fernseharbeit in Köln einstellte, wechselte von Wangenheim zum Westdeutschen Rundfunk (WDR) und startete dort ihre Laufbahn als Dokumentarfilmerin. Ihre Schwerpunktthemen lagen im Bereich Musik, Tanz, außereuropäische Kulturen und deutsche Kolonialgeschichte. Sie zählte zum festen Kreis freier Autoren der Redaktion Musik (Rudolf Heinemann, José Montes-Baquer), Geschichte (Beate Schlanstein), Länder-Menschen-Abenteuer (Manfred Pütz), 3sat (Reinhard Wulf) und Arte (Sabine Rollberg).
Immer wieder gelang es ihr, mit führenden Historikerinnen wie Paulette Reed Anderson, Patricia Stöckemann oder Laure Guilbert für ihre Filme zusammenzuarbeiten. Sie spürte unbekanntes historisches Film- und Fotomaterial auf, fand und befragte die letzten noch lebenden Zeitzeugen zu unterschiedlichen Themen.
So wurden zum Beispiel Theodor Michael und seine Schwester Juliane Michael zu den Hauptprotagonisten in Pagen in der Traumfabrik, die Tänzerin Lilian Karina in Tanz unterm Hakenkreuz und Anna Markard in Kurt Jooss.Tanz als Bekenntnis.
Als weitere prominente Zeitzeugen sind die Tänzer Geoffrey Holder, Carmen de Lavallade, Arthur Mitchell und Maurice Hines in Joséphine Baker. Schwarze Diva in einer weißen Welt zu sehen sowie der Maler Pierre Soulages in Eleganz des Blicks. Der Fotograf Willy Maywald.

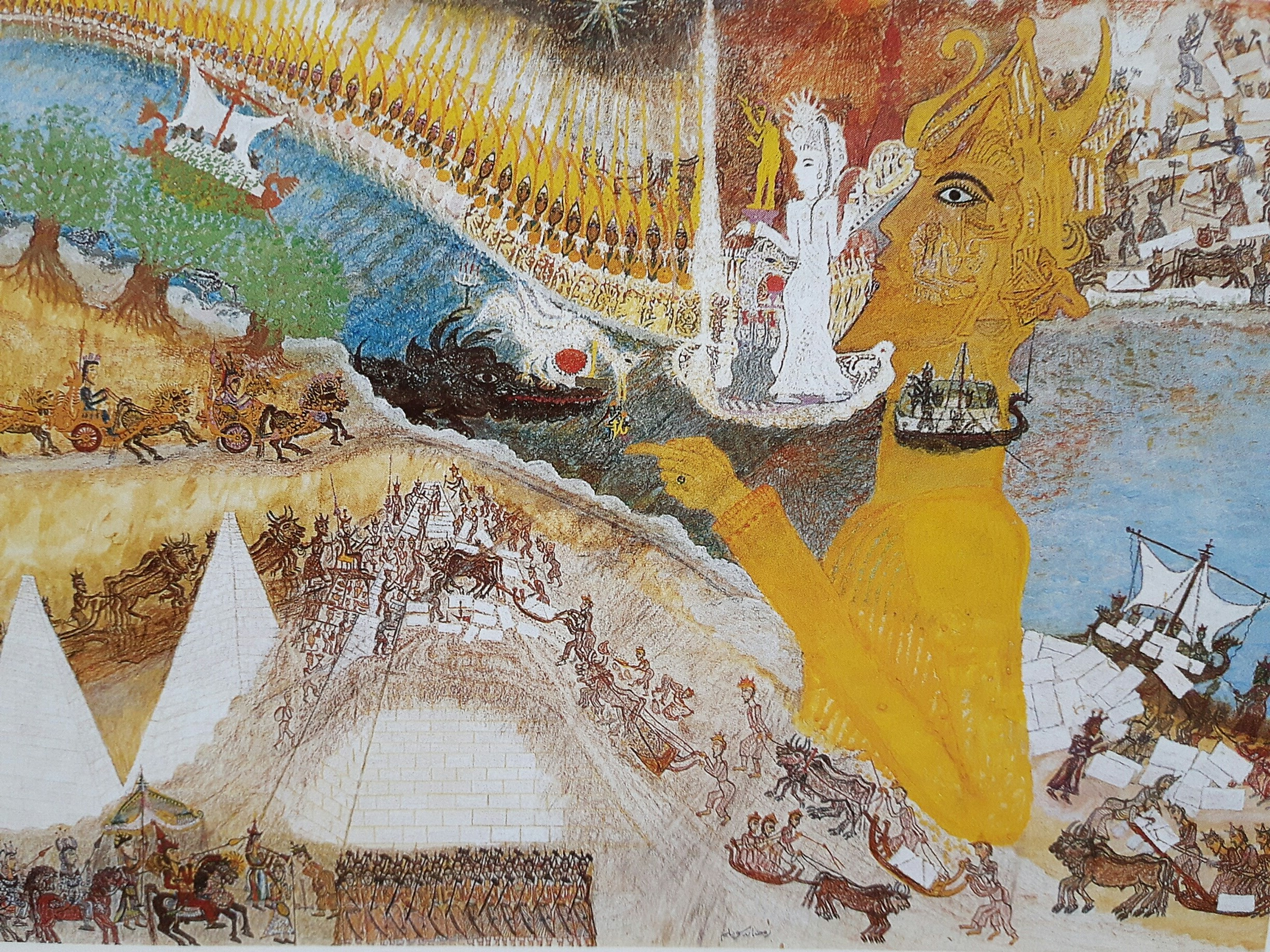
Der Vogel überreicht dem Pharao den Schlüssel der Weisheit (1988) von Sheick Ramadan Swelem, Protagonist in Die Pferdetänzer am Nil.

In Die Pferdetänzer am Nil. Ein Scheich, ein Dorf und seine Geschichte dokumentierte sie die Kunst des arabischen Pferdetanzes und die Malerei des Beduinen-Nachfahren und Autodidakten Sheikh Ramadan Swelem. Er zählt zu den wichtigsten zeitgenössischen Künstlern Ägyptens und wurde von der deutschen Galeristin Ursula Schernig entdeckt und gefördert.
Annette von Wangenheim drehte mit Explosion der Stille den bisher einzigen deutschen Film über Frauen im Jemen.
In Offene Wunde Palästina zeigte sie das Leben der Exilpalästinenser im Flüchtlingslager Jarmuk, einem ehemaligen Stadtteil von Damaskus und der damals gefühlten Hauptstadt der Palästinenser in der Diaspora.
Mit Geheimnisvolles Kyoto. Schreine, Tempel und die Kunst des Bogenschießens begleitete sie den 21. kaiserlichen Bogenbaumeister Kanjuro Shibata in seiner Werkstatt und seinem Alltag in Kyoto; ein Film über den „Weg des Bogens – Kyudo“ in Japan.

## Fernseh-Regisseurin
Für ihre Musik- und Tanzfilme nahm von Wangenheim zahlreiche Konzerte und Ballettvorstellungen für das Fernsehen auf und führte die TV-Regie. Von ihr existieren die einzigen kompletten Mitschnitte der beiden Jooss-Ballette Pavane auf den Tod einer Infantin und Großstadt, für die die Jooss-Tochter und -Rechteverwalterin Anna Markard zu ihren Lebzeiten ihr Einverständnis gab.
Das Doppelportrait Nijinsky und Neumeier. Eine Seelenverwandtschaft im Tanz enthält zentrale Teile von John Neumeiers Ballett  Nijinsky, das sie für diesen Zweck komplett aufgezeichnet hat.
Für Feuer bewahren – nicht Asche anbeten nahm sie mehrere Ballette von Martin Schläpfer als TV Regisseurin auf. Sein DEEP FIELD (Auftragskomposition Adriana Hölszky) wurde in der vollständigen Fassung auf Arte concert ausgestrahlt. Die Langfassung des Portraits Feuer bewahren – nicht Asche anbeten. Der Choreograf Martin Schläpfer lief im Kino.

## Musikpädagogik
Annette von Wangenheim lebt seit 2010 in Karlsruhe. Nach ihrer Tätigkeit als persönliche Referentin der Ballettdirektorin Birgit Keil am Badischen Staatstheater von 2010 bis 2012 hat sie die Musikpädagogik wieder verstärkt, und die freie Waldorfschule Karlsruhe wurde zu ihrem Arbeitsmittelpunkt. Dort unterrichtete sie vier Jahre Musik für die Jahrgangsstufen 4 bis 8, leitete zwölf Jahre das Blockflötenensemble der Schule und zählt zum Kreis der Instrumentalpädagogen, die in der Waldorfschule Privatmusikunterricht erteilen. Die schwierige Zeit der Covid-19-Pandemie brachte sie auf die Idee, auch open air und mit social distance zu musizieren. So kam es 2020, als Das Fest ausfallen musste, zum ersten Flötenfest auf der Bootsinsel in der Günther-Klotz-Anlage. Heute finden ihre Schülerkonzerte im Musentempel der Stadt Karlsruhe statt.

## Filmografie (Auswahl)
- 1996: Erstes Weltfestival afrikanischer Kunst 1966 in Dakar, 15′. Rückblende WDR
- 1998: Die Pferdetänzer am Nil. Ein Scheich, ein Dorf und seine Geschichte, 45′. Länder, Menschen, Abenteuer WDR
- 1999: 30 Jahre Dance Theatre of Harlem, 15′. Rückblende WDR
- 2000: Kurt Weill – Erfinder der Broadway Opera, 15′. Rückblende WDR
- 2001: Kurt Jooss. Tanz als Bekenntnis, 60′. WDR[30][31][32][33][34]
- 2001: Explosion der Stille. Die Welt der Frauen im Yemen, 45′. Länder, Menschen, Abenteuer WDR
- 2002: Pagen in der Traumfabrik. Schwarze Komparsen im deutschen Spielfilm, 45′. WDR[35]
- 2003: Tanz unterm Hakenkreuz, 60′. WDR
- 2004: Drei Ballette von Kurt Jooss, 26′. ARTE[36]
- 2004: Offene Wunde Palästina, 60′. WDR
- 2005: Geheimnisvolles Kyoto. Schreine, Tempel und die Kunst des Bogenschießens, 45′. WDR[37]
- 2006: Joséphine Baker. Schwarze Diva in einer weißen Welt, 45′. WDR/3sat[38][39]
- 2007: Eleganz des Blicks. Der Fotograf Willy Maywald, 45′. 3sat
- 2008: Procida. Die Insel, das Meer und der Tod, 45′. 3sat
- 2010: Nijinsky & Neumeier. Eine Seelenverwandtschaft im Tanz, 90′. ARTE
- 2010: Global Players. 60 Jahre Nordwestdeutsche Philharmonie, 20′
- 2016: DEEP FIELD, 78′. Arte Concert
- 2016: Feuer bewahren – nicht Asche anbeten. Der Choreograf Martin Schläpfer, 52′ und 85′. SRF1[40][41][42]
- 2016: Bruno Kurz. Licht & Farbe, 8′
- 2017: Bruno Kurz. LICHTAKKORDE, 13′
- 2018: bruno kurz. ... und das blau vom himmel, 8‘[43]

## Auszeichnungen
- 1994: Lobende Erwähnung / Platz vier auf dem URTNA-Festival, dem ersten afrikanischen Fernsehfestival in Nairobi, für Black Dance in der TransTel-Serie „Afrika heute“
- 1999: Nominierung Dance Screen Köln, für 30 Jahre Dance Theatre of Harlem
- 2002: Citation Danse auf dem Festival International Du Film D'Art Paris, für Kurt Jooss. Tanz als Bekenntnis
- 2002: Platz zwei beim Prix Europa Iris, Berlin, für Pagen in der Traumfabrik
- 2003: United Nations Special Award und intermedia-globe SILVER auf dem WorldMediaFestival Hamburg, für Pagen in der Traumfabrik
- 2005: Golden Camera Award auf dem International Film and Video Festival California, für Offene Wunde Palästina
- 2007: Golden Gate Award 2007 San Francisco, in der Kategorie TV documentary short, für Joséphine Baker. Schwarze Diva in einer weißen Welt[44]
- 2007: intermedia-globe GOLD auf dem WorldMediaFestival Hamburg in der Kategorie documentary arts, für Joséphine Baker. Schwarze Diva in einer weißen Welt
- 2016: Nominierung Prix Italia 2016, Kategorie Performing Arts, für Feuer bewahren – nicht Asche anbeten
- 2017: Offizielle Auswahl für das „International Festival of Films on Art“(FIFA) Montreal, für Feuer bewahren – nicht Asche anbeten

## Veröffentlichungen (Auswahl)
- Zur Uraufführung Zitate und Kommentare. Privatinitiative fördert junge Musiktalente. In: Rheinische Post, Oktober 1976
- Ägyptens Musiklandschaft – frei von Wüsten. Die abwechslungsreiche Kulturgeschichte förderte eine Stilvielfalt. In: Neue Musik Zeitung 10–11/1980
- Beispielhaft breites Angebot. Musikerziehung und Musiklehrer Ausbildung in Ungarn. In: Neue Musik Zeitung 4–8/1983
- Béla Bartók. Der Wunderbare Mandarin. Von der Pantomime zum Tanztheater. Die Tanzarchiv Reihe Bd 21, Ulrich Steiner Verlag 1985, ISBN 3-924953-01-5
- Europäisches Musikfest der Jugend 1985. Internationale Musikschulbegegnungen im Jahr der Musik. In: Concerto, Juni 1985
- Fotodokumentation Europäisches Musikfest der Jugend '85. Hg: Verband deutscher Musikschulen 1986, ISBN 3-925574-00-X
- Musikalische Botschaft von tausend Hügeln. Impressionen einer Reise durch Burundi. In: Neue Musik Zeitung 8–9/1986
- Bewusstheit durch Bewegung. Berufsausbildung für Feldenkrais-Pädagogen in München. In: Ballett-Journal 6/1987
- Immer gegen den Strom schwimmen. Interview mit Alvin Ailey. In: Ballett-Journal 6/1988
- Tanzaustausch als Zweibahnstraße – Bestandsaufnahme und Vorschläge. In: Zeitschrift für Kulturaustausch, 39. Jg. 1989 / 2. Vj., Hg.: Institut für Auslandsbeziehungen, Stuttgart
- Ich will den Nazismus nicht verstehen, ich will ihn anklagen. Interview mit Lilian Karina. In: Ballett-Journal Heft 4, Oktober 2002
- Josephine Baker. Remembering the first international superstar of African origin. In: The African Courier 4–5/2006
- Joséphine Baker. In: ballett-tanz, Mai 2006
- Ich habe einen Traum. Was denkt Annette von Wangenheim. In: ballet-tanz 10/2007[45]
- Neumeier über Nijinsky. Interview und Homestory mit John Neumeier. In: ballet-tanz 5/2009
- tanzen mit dem 3. Reich. Interview mit der Historikerin Laure Guilbert. In: tanz 8/9 2012
- Andrea Miller. In: tanz, November 2012
- Der Bildregisseur Gert Weigelt. Interview. In: Jahrbuch 2013 tanz
- Deutsch Sein und Schwarz Dazu. Buchrezension. In: The African Courier, Dezember/Januar 2013/14
- The unsung hero Kum’a Ndumbe III – prince, professor, pioneer – leaves Berlin. Report. In: The African Courier, April/May 2014
- Und alle nannten ihn Papa Jooss. Fernseh-Interview mit Pina Bausch (2000) erstmals komplett veröffentlicht in: O-Ton Pina Bausch. Interviews und Reden, Hg: Stefan Koldehoff, Pina Bausch Foundation, Nimbus Verlag 2016, ISBN 978-3-03850-021-6
- Kinder der Ewigkeit. In: Jahrbuch der Semperoper Dresden, Saison 2014/15
- Die Freiheit muss täglich neu errungen werden. In: Der Komponist Thomas Blomenkamp. Schriftenreihe des Freundeskreis Stadtbücherei Düsseldorf e.V., Bd. 5, Hrsg. Musikbibliothek der Stadtbüchereien Düsseldorf, Juni 2015